# 扎克·纳恩
扎卡里·马丁·纳恩（英語：Zachary Martin Nunn，1979年5月4日—）是美国政治人物，隶属于共和党。曾是艾奥瓦州空军国民警卫队成员，2015年至2019年在艾奥瓦州众议院代表第30选区担任州众议员，2019年至2023年在艾奥瓦州参议院代表第15选区担任州参议员。2022年在艾奧瓦州第三國會選區参与了联邦众议员选举，并在选举中击败了民主党籍的时任众议员辛迪·阿克斯尼成功当选。

## 早年生活和教育
纳恩于1979年5月4日出生在美国艾奥瓦州斯托里城，不过却是在阿尔图纳长大。随后他于1998年毕业于东南波尔克高中。高中毕业后，他就读于德雷克大学，并于2002年在那里获得了政治和国际关系专业文学士学位。之后纳恩进一步接受教育，获得了美国空军大学空军指挥参谋学院的兵法与科学硕士学位（2004年）以及剑桥大学的研究硕士学位（2007年）。

## 职业生涯

### 参选公职前
扎克·纳恩曾为美国空军的一员，随后又加入了艾奥瓦州空军国民警卫队。他于2021年获得了中校军衔，同时担任艾奥瓦州空军国民警卫队第132联队第233情报中队的指挥官。此外扎克·纳恩还曾担任过网络安全顾问。